# Maitreyí
Maitrei o Maitreyi fue una poetisa de la antigua India.

## Biografía
Fue la segunda esposa del famoso sabio Iagñavalkia, que ya estaba casado con Katiaiani.
Maitrei era versada en el conocimiento védico.
Sus contemporáneos la consideraron una brahmavadi (‘[que cree en la] doctrina del Brahman’).
Se le atribuyen unos diez himnos del Rig-veda (el texto más antiguo de la India, de mediados del II milenio a. C.).
De acuerdo a la leyenda, Maitrei no quería casarse con Iagña Valkia, sino vivir con él como su discípula y compañía espiritual para realizar sadhana o prácticas espirituales.
Se acercó a Katiaiani para expresarle su deseo de vivir con ellos. La sabia accedió y le otorgó su consentimiento.